# Pro Deiotaro
Pro rege Deiotaro (en català: En defensa del rei Deiòtar) va ser un discurs pronunciat per Ciceró al Novembre de l'any 45 a.C., un any després del discurs en defensa de Quint Ligari. És l'últim discurs cesarià, i judicial, que va crear l'orador, i amb moltes particularitats tant en la seva composició com en el seu context històric, situat al penúltim any de la dictadura de Cèsar, en el marc de la guerra per Galàcia. Es tracta del text de refutació amb el qual el polític romà va defensar el seu amic i antic amfitrió; va ser acusat d'intent d'assassinat contra Cèsar, i de mantenir sentiments d'hostilitat contra el dictador. Ciceró preparà la seva defensa amb l'objectiu de refutar els càrrecs en ordre invers, donant més importància a la absència d'hostilitat contra Cèsar i al fet que, en realitat, va respondre quan li va demanar suport militar. Destaca, a més, la necessitat de l'orador de mirar per la seva pròpia situació personal i política; com a antic pompeià reconegut havia de guanyar-se la confiança del dictador. També son importants les particularitats que envolten aquest discurs, entre les quals es trobaven unes acusacions difícilment validables, un judici que en cas d'haver-se produït, va ser irrellevant tant políticament com judicialment, i un resultat desconegut per la tradició.

## Context històric

### Antecedents

Mapa de l'imperi romà l'any 117, la regió de Galàcia hi apareix destacada en groc.

A l'inici del segle iii aC, una onada migratòria celta va arribar a l'Àsia Menor i es va establir al centre de la península anatòlica, donant el nom a la regió, Galàcia. Ja durant el conflicte entre Roma i Antíoc, en el marc de les guerres provocades pel desmembrament de l'imperi d'Alexandre van causar problemes que obligaren Corneli Manli a liderar una expedició punitiva en aquesta regió l'any 189 a.C., i més enllà d'aquesta qüestió va ser un territori tranquil fins al segle I a.C. El territori estava dividit en tres tribus diferents i cada una d'aquestes tres regions era governada per quatre tetrarques, amb un total de dotze reis; Deiòtar fou un d'aquests reis, que a finals de segle II va començar a expandir el seu domini per la força, conquerint territoris de les tetrarquies veïnes. Els veritables problemes van començar amb Mitridates. Quan el rei del Pont declara la guerra al poder romà, la resistència de Deiòtar va ser crucial en la defensa dels interessos del senat a la zona, i el tetrarca va aprofitar la seva aliança amb Roma per consolidar els seus propis interessos expansionistes a la regió. Com que a canvi de mantenir les seves pròpies conquestes havia de defensar l'estabilitat de la zona en favor de Roma, va assistir diversos generals romans al llarg de la primera meitat de segle, durant les dues primeres guerres mitridàtiques, com per exemple Sul·la i Lucul·le. El segon afavorí que el senat atorgués honors oficials al tetrarca per la seva col·laboració. Aquesta aliança va culminar en els successos de la tercera guerra mitridàtica, on Pompeu va vèncer definitivament Mitridates, i va recompensar a Deiòtar amb Armènia Menor, entre altres territoris, per resolució del senat l'any 59 aC.

### Relació amb Cèsar
Aquesta amistat amb Pompeu va quedar evident durant els fets de Farsal, on Deiòtar va aliar-se obertament amb ell, oferint-li cavalleria de suport per al combat. Després de la derrota de Pompeu, el tetrarca i una part de la seva família van acompanyar el romà a Lesbos, des d'on Deiòtar, sota la promesa de tornar amb reforços, retornà a Galàcia. Però abans que pogués complir la promesa, Pompeu va ser vençut i mort. Poc després Farnaces II, fill de Mitridates, envaí Galàcia un altre cop. Deiòtar va respondre assistint Domici Calví en la seva victòria contra Farnaces, i al mateix temps va expulsar dos familiars de les seves tetrarquies. És ara quan Cèsar s'involucra de manera activa en el conflicte; l'any 47 s'entrevista amb el tetrarca a la frontera de Galàcia. Hi ha un pacte tàcit entre ambdues parts: Cèsar necessitava el suport militar de Deiòtar per vèncer Farnaces, i els avantatges de mantenir un aliat consolidat a la zona tenien més pes que condemnar i castigar per la força l'aliança del rei amb Pompeu. Per altra banda, Deiòtar, coneixedor de les conseqüències que podia patir per les seves lleialtats durant la guerra civil, necessitava mantenir-se en bons termes amb el poder romà, si volia conservar el seu regne. Resultat d'aquest pacte polític va ser que el dictador, després de la seva victòria a Zela, fou acollit a la cort de Deiòtar i hi va romandre un temps. Resulta aparentment contradictori que a continuació, una vegada Cèsar marxà de la cort de Deiòtar, va sancionar el rei amb la pèrdua de part del seu territori, com a càstig per la seva deslleialtat. El càstig no va acovardir el tetrarca, que envià ambaixadors a Cèsar sol·licitant la restauració dels territoris perduts, i el reconeixement del seu fill com a successor. Una vegada mort el dictador, Marc Antoni, a instàncies del rei, va trobar uns documents probablement falsificats on Cèsar accedia a les seves peticions, però Deiòtar no va esperar la seva arribada per reconquerir els territoris perduts, que va mantenir fins a la seva mort. Dos anys després de l'entrevista amb el dictador romà, Càstor, un dels seus nets, que era fill d'un dels gendres que va expulsar, va presentar a Roma una acusació contra el seu avi, que Cèsar va acceptar; ell mateix fou el jutge, i el judici es va realitzar a casa seva, amb una audiència limitada. No hi ha testimonis sobre aquesta audiència fora del text, i els noms que es mencionen al discurs, citats al paràgraf 32, són Gneu Domici, Tit Torcuat, i el jurista Servi Sulpici. Fora d'aquestes cites no es coneixen més membres del públic que suposadament va assistir al judici.

### Relació amb Ciceró
Quan Deiòtar va ser nomenat rei d'Armènia Menor, s'anticipà una suposada invasió dels parts a través de Cilícia, a l'any 51 a.C. En suport dels interessos romans va posar a disposició de Ciceró, procònsol en aquell moment, encarregat d'aquella campanya, forces auxiliars; a més, acollí durant aquest temps el fill i nebot de l'orador a la seva cort, guanyant-se la seva amistat.

## Acusació i defensa

### Càrrecs contra Deiòtar
S'acusava el rei d'intent d'assassinat contra Cèsar, dos anys abans mentre l'acollia a la seva cort a Galàcia, i de mantenir sentiments hostils contra ell. La primera acusació ja era vaga, amb l'únic testimoni del metge esclau de Deiòtar- que formava part de la mateixa ambaixada del seu amo, possiblement subornat per testificar en contra del tetrarca. La segona era encara més difícil de demostrar, però a diferència de la primera més plausible, ja que no era cap secret l'amistat de l'acusat amb Pompeu, i, a més, Deiòtar havia estat sancionat amb la pèrdua de part del seu territori pel dictador. En última instància, pel que es pot reconstruir a partir del mateix discurs, els acusadors intentaren afegir pes al primer càrrec mitjançant la possibilitat del segon, amb l'objectiu, més que provar el fet real que Deiòtar va intentar assassinar Cèsar, demostrar que era una possibilitat probable, en perspectiva de l'hostilitat que el rei tenia vers el dictador.

### Refutació de Ciceró
La defensa de l'advocat es pot dividir en dos eixos: Primer, fa una apel·lació a les circumstàncies extraordinàries del cas, on remarca la nul·la solidesa dels càrrecs contra el seu client, i la mateixa situació del suposat judici, amb un únic jutge (Cèsar). Ciceró utilitza aquestes particularitats al seu favor, i busca de manera constant guanyar-se el favor del dictador, recordant que ell és un home savi amb afició a les lletres, i capaç de veure les lacres de l'acusació en aquest judici inusual. Per altra banda, a l'hora de refutar els càrrecs Ciceró es veu obligat a respondre a l'estratègia de l'acusació; ha de rebaixar els motius pels quals Deiòtar tindria algun rancor contra Cèsar, i afirma que s'alià amb Pompeu per error i desconeixement, no per voler conspirar contra ell (el mateix orador convenientment es posa com a exemple d'això). Recorda també que ara són temps de pau, i és el moment de perdonar i ser clement. A més fa un retrat de l'acusat molt idealitzat, amb l'objectiu no només de refutar els càrrecs, si no també de tranquil·litzar el dictador. Mitjançant la rebaixa de la segona acusació, Ciceró pretén rebutjar la primera, ja que una vegada l'hostilitat del tetrarca queda desmentida, l'intent d'assassinat perd el poc pes que tenia, sense proves ni testimonis fiables.

## Estructura[6]
L'autor tracta aquest discurs amb el format habitual forense, tot i que les parts tradicionals són més extenses en comparació a altres discursos, i a més no parla dels temes equilibradament; Ciceró s'esforça en desqualificar els acusadors i els seus càrrecs, però enlloc recorda que un estranger no pot presentar aquest tipus de demandes.

### Exordi (1-7)
Ciceró presenta el cas, on recorda totes les circumstàncies extraordinàries que l'envolten (una acusació contra un rei, un acusador estranger, el jutge únic, el lloc físic). Els paràgrafs 8 i 9 són la transició entre l'exordi i l'argumentació, on l'orador recorda que el jutge està predisposat en contra de l'acusat.

### Argumentació (10-14)
Comença la refutació de l'hostilitat contra Cèsar. Deiòtar va seguir a Pompeu per lleialtat i admiració, com molts altres, i per desconeixement de la política romana i dels bàndols. L'advocat recorda que el rei, quan se li presentà l'oportunitat, va ajudar Cèsar, de qui mai va ser enemic.

### Refutació (15-34)
Correspon a la part tècnica del discurs, on es confronten els càrrecs en ordre. En primer lloc, del paràgraf 15 al 22, desqualifica l'intent d'assassinat com a improbable i estrany, degut a la categoria dels dos implicats, en el sentit que Cèsar coneixia el caràcter del rei, i afegeix que els fets obscurs que rodejaren la suposada preparació del crim, amb les conseqüències que aquest comportaria, eren com a mínim inusuals, si no impossibles. Ciceró recorda al final que els fets reals difereixen de la història de l'acusador. En segon lloc, del paràgraf 22 al 34, desenvolupa la refutació del càrrec d'hostilitat contra Cèsar. Comença amb la contrastació dels fets, ja que Deiòtar va ajudar Cèsar en la seva campanya, i com a benefactor seu només podia estar agraït. A partir del paràgraf 26 Ciceró fa una lloa de l'acusat, on recorda al seu net (l'acusador), que hauria de prendre exemple d'ell, en comptes de presentar un càrrec fals. I a partir del 28 pronuncia una lloa de Cèsar, que, segons ell, ha rebut menyspreu i falta de respecte de l'acusador, i afegeix una menció a la clemència del dictador.

### Peroració (35-43)
Ciceró conclou el discurs amb una apel·lació total a la clemència, el perdó i la reconciliació. Cèsar no s'ha d'espantar, ja que Deiòtar és el més agraït de tots per les seves accions. Per acabar l'orador anima al dictador a considerar tots els testimonis i el pes que tindrà la seva decisió final.

## Motius i causes[8]
Tot i que ens és desconegut el veredicte, o si aquest discurs va ser pronunciat en un judici autèntic, la seva existència demostra que els personatges tenien unes motivacions i raons per dur a terme aquest acte sense moltes de les formalitats necessàries. En primer lloc, Ciceró, com a pompeià declarat, recentment havia aconseguit el perdó de Cèsar, interessat en la possibilitat d'unir un orador i polític veterà a la seva causa. En diversos moments del discurs l'orador fa apel·lacions a la compassió i a la pau, en referència a Deiòtar, però en cap moment s'ha de dubtar que Ciceró pensa en la seva pròpia seguretat i estatus polític, sobretot amb el testimoni del retrat que fa del rei, irreal en molts aspectes per enaltir les seves qualitats i per desmentir la seva suposada animadversió vers el jutge. El primer pas de Ciceró per guanyar influència en aquesta nova Roma era guanyar-se la confiança del dictador. Per altra banda, ell aprofita l'ocasió per retornar un favor a un vell amic; cal recordar que el rei gàlata acollí a la seva cort el fill i el nebot de l'orador durant el seu deure com a procònsol a la regió.
Sobre Cèsar, els seus pensaments mai són clars però amb el coneixement del caràcter del dictador podem especular que la seva principal motivació per preparar, supervisar i jutjar aquest cas era mirar pels seus propis interessos a la zona. Si en un primer lloc va sancionar el rei no només va ser per castigar les seves lleialtats, sinó també per repartir el territori expropiat entre altres aliats. S'hi por afegir la interpretació del judici com una oportunitat concedida a Deiòtar per demostrar-li la seva fidelitat, atès que fa la impressió que els càrrecs contra el rei i la seva suposada condició de víctima no preocupaven gaire el jutge, amb la prova de l'absència de veredicte, que pot ser interpretat com a falta d'interès de les parts, o simplement que com el resultat no va causar cap repercussió important, es va perdre en el pas del temps. Autoritzar la defensa de Ciceró tampoc és casualitat, ja que la condició política de l'advocat era similar a la de Deiòtar. Assegurar la fidelitat de dues figures importants és plausible dins de la manera de fer política cesariana, molt pragmàtica i mancada de restriccions ètiques o polítiques, en la qual el dictador no dubtava a perdonar o condemnar atenent només als seus interessos personals.
En tercer i últim lloc, Deiòtar es veu atrapat en una doble trama. Per una banda, la qüestió de la guerra civil obliga el rei a escollir un bàndol, però fa l'elecció equivocada, i en aquest moment ha de pagar les conseqüències. Si bé és convenient tant per a Cèsar com per a Ciceró que l'orador sigui l'encarregat de la defensa, també ho és per a Deiòtar, tant per l'experiència i saviesa del seu amic com per la seguretat que atorgava el simple fet de ser defensat per una figura consolidada a Roma. Per altra banda, és clar que en el rerefons de la qüestió trobem una conspiració habitual en el marc de les intrigues típiques de les corts orientals de l'època. El rei nomena un successor, i com que el seu net no hi està d'acord, conspira per derrocar l'avi, i per fer-ho decideix aprofitar-se de les circumstàncies extraordinàries que envolten l'avi; tracta de fer plausible un assassinat mitjançant una acusació de sentiments hostils que sí és creïble degut a les amistats de Deiòtar. Val la pena recordar que, tot i el desconèixer el veredicte, podem suposar que la conspiració va fracassar, perquè el tetrarca va recuperar els territoris perduts un cop mort Cèsar i els va mantenir durant la resta de la seva vida.

## Transmissió del text
Tot i que la major part de discursos durant l'Antiguitat van ser editats i publicats pel mateix Ciceró, en el cas de Pro Deiotaro la seva nul·la repercussió va provocar que l'orador només el redactés formalment a instàncies del seu amic Àtic, que li va demanar el discurs per carta. En el cas de l'edició contemporània, el text que ens ha arribat prové de manuscrits medievals, dividits en tres famílies: α, on es troben Ambrosianus (s. X-XI), Harleianus 2682 (s.XI) i Vossianus Lat. O. 2 (s. X-XI). β, on tenim Bruxellensis 5345 (s. XI), Dorvillianus 77 (s. X-XI), Berolensis 252 (s. X-XI), Erfurtensis (s. XII-XIII) i Harleianus 2716 (s. XI). Finalment, a γ és important per aquest discurs el Gudianus 335 (s. X-XI).